# Rupéreux
Rupéreux település Franciaországban, Seine-et-Marne megyében. Lakosainak száma 102 fő (2022. január 1.). Rupéreux Augers-en-Brie, Champcenest, Courchamp, Les Marêts és Voulton községekkel határos.

## Népesség
A település népessége az elmúlt években az alábbi módon változott:
| Lakosok száma | 102  | 102  | 101  | 99   | 98   | 100  | 100  | 102  |
|               | 2013 | 2015 | 2017 | 2018 | 2019 | 2020 | 2021 | 2022 |